# 免疫治疗
免疫治疗（英語：Immunotherapy），是指通过诱导、增强或抑制免疫反应的疾病治疗方法。其中旨在引起或增强免疫反应的免疫疗法，称为激活免疫疗法（activation immunotherapies），而减少或抑制免疫反应则是抑制免疫疗法（suppression immunotherapies）。
免疫疗法往往比现有药物的副作用少，包括减少对微生物疾病的抗药性反应。
基于细胞的免疫疗法对一些癌症有效。免疫效应细胞如淋巴细胞、巨噬细胞、树突状细胞、自然杀手细胞（NK细胞），细胞毒性T淋巴细胞（CTL）等，通过针对肿瘤细胞表面的异常抗原，来共同帮助身体抵御癌症。
粒细胞集落刺激因子（G-CSF）、干扰素、咪喹莫特与细菌细胞膜组分等疗法，已经许可进入临床治疗。其他研究有白细胞介素-2、白细胞介素-7、白细胞介素-12、各种趋化因子、人工合成的CpG寡脱氧核苷酸和葡聚糖等，这些均已进入临床和临床前研究。

## 免疫调节剂
免疫调节剂是一类用于免疫疗法的调节剂，包括各种重组、合成和天然的制剂。
| 调节剂     | 例子                              |
| ---------- | --------------------------------- |
| 白细胞介素 | IL-2、IL-7、IL-12                 |
| 细胞因子   | 干扰素、粒细胞集落刺激因子        |
| 趋化因子   | CCL3、CCL26、CXCL7                |
| 其他       | CpG寡脱氧核苷酸、葡聚糖、咪喹莫特 |

## 激活免疫疗法

### 癌症
癌症免疫疗法通过刺激免疫系统来摧毁肿瘤。实践、研究和实验中有一系列策略方法。随机对照研究报告显示，不同类型癌症的免疫治疗中，患者的生存期和无病期都有显著提高，与常规治疗方法联合更会增加20%-30%的疗效。
以粒细胞集落刺激因子刺激从病人血液中提取的外周血干细胞产生淋巴细胞，在体外与肿瘤抗原共培养后输回病人体内，并辅以刺激性的细胞因子增强免疫效应，该细胞可以摧毁携带相同抗原的肿瘤细胞。
卡介苗免疫治疗已证明对浅表性膀胱癌患者有效，通过灌输入膀胱减弱活性的细菌，成功预防高达三分之二的复发案例。
局部免疫疗法是利用免疫增强霜（咪喹莫特）产生干扰素，促使患者的杀手T细胞摧毁疣、光化性角化病、基底细胞癌、阴道上皮内瘤样病变、鳞状细胞癌、皮肤淋巴瘤和浅表恶性黑色素瘤。
注射免疫治疗包括流行性腮腺炎、念珠菌、HPV疫苗或发癣菌抗原注射剂（以治疗尖锐湿疣）。
过继细胞转移疗法已在肺癌和其他癌症中进行测试。

#### 树突状细胞刺激
医学家可以通过刺激树突状细胞，激活对抗原的细胞毒性反应。树突状细胞是一种从患者体内获取的抗原提呈细胞。它们可通过与抗原脉冲或与病毒载体转染，使其显现抗原。这些活性细胞在注入患者体内后，能够标注出淋巴细胞的抗原（CD4+辅助性T细胞、细胞毒性T细胞和B细胞）。它随后启动细胞毒性抗肿瘤免疫反应，以对抗呈现出抗原的肿瘤细胞（适应性反应已经启动）。癌症疫苗Sipuleucel-T即采用该方法。

#### T细胞过继转移
过继细胞转移体外通过培育自体T细胞以备回输。该T细胞可能已经靶向肿瘤细胞；或者通过转基因技术引导而生。这些T细胞被称之为肿瘤浸润性淋巴细胞，他们与高浓度的白细胞介素-2、抗CD3和同种异体反应性细胞融合。随后一并转移到患者体内，随着白细胞介素-2药效而进一步提高其抗癌活性。
在注入前需要进行受体的淋巴细胞缺失，即消除调节性T细胞以及未修改的内源性淋巴细胞；后者会和转移细胞产生细胞稳态因子竞争。淋巴细胞缺失可以通过实现全身照射实现。在许多案例中，转移细胞增多会伴生外周血，在注射后6-12个月内，T细胞的CD8指标水平会高达75%+。2012年，转移性黑色素瘤的临床试验正在多处进行。

##### 免疫增强疗法
自体免疫增强疗法是利用患者的外周血来源自然杀手细胞、细胞毒性T淋巴细胞和其他免疫相关细胞，进行扩容后回输。该疗法已被用于丙肝、慢性疲劳综合征和人类疱疹病毒6型感染的试验中。

##### 转基因T细胞
转基因T细胞是一类转基因技术。通过提取患者体内感染逆转录病毒的细胞，其包含一份T细胞受体（TCR）基因，用于专门识别肿瘤抗原。病毒结合了受体T细胞的基因组，细胞因此扩大非特异性和/或刺激。然后将细胞回输到患者体内，产生对肿瘤细胞的免疫反应。该技术已在难治性IV期的转移性黑色素瘤和加速期皮肤癌的案例中试验。

### 免疫功能恢复
免疫疗法的另一个潜在应用是恢复免疫功能缺陷患者的免疫系统。细胞因子、白细胞介素-7和白细胞介素-2已进行临床试验。

### 疫苗
抗微生物剂免疫治疗，包括接种疫苗，涉及激活免疫系统以应对传染性病原体。

## 抑制免疫疗法
抑制免疫疗法，是抑制自体免疫疾病中的异常免疫反应，或者降低正常免疫反应以阻止细胞或者器官移植中的排斥反应。

### 免疫抑制药物
免疫抑制药物可以帮助控制器官移植和自體免疫性疾病。免疫反应依赖于淋巴细胞增殖，基于此免疫抑制剂用于抑制细胞生长。糖皮质激素是一类特定的淋巴细胞活化的抑制剂，而免疫亲和素抑制剂则针对于T淋巴细胞活化目标；免疫抗体针对免疫反应的阶段程度；其他药物调节免疫反应。

### 免疫耐受
人体机能不会天然地对自身组织发动免疫系统攻击。免疫耐受疗法寻求重建免疫系统，在自体免疫疾病或接受器官移植情况中，使身体停止错误地攻击自己的器官。并生成免疫力耐受或消除终身免疫抑制及伴生的副作用。它已经在器官移植、1型糖尿病或其他自體免疫性疾病中进行测试。

### 过敏
免疫疗法可用于治疗过敏。尽管过敏治疗（如抗组胺药或皮質類固醇）可以进行治疗过敏症状，免疫治疗也可以降低灵敏度过敏原，减轻严重过敏反应。
免疫治疗可以产生长期效果。免疫治疗在一些患者中部分有效、或者一类患者完全无效，但它提供了减少或停止患者过敏症状的机会。
该疗法适用于有极度过敏或无法避免具体过敏原的患者。免疫疗法一般不用于食品或药物过敏。这种疗法的人对过敏性鼻炎或哮踹特别有用。在免疫治疗中的第一剂，增加微小的过敏原或抗原量。随着时间的推移增加剂量，患者逐渐消除过敏性。这项技术已用于婴儿疫苗，预防花生过敏。

## 驱虫疗法
猪鞭虫（一类鞭虫）和美洲钩虫已经用于免疫性疾病和过敏反应的测试。驱虫治疗已被视为一类缓解多发性硬化症、克罗恩病、过敏和哮喘的治疗方法。此类蠕虫的免疫反应调节机制仍属未知。医学家推测它是重新极化的Th1/Th2免疫应答，或者树突状细胞功能的调节。该类蠕虫通过下调促炎性Th1细胞因子、白细胞介素12（IL-12）、γ-干扰素（IFN-γ）和肿瘤坏死因子（TNF-ά），促进生产调节Th2细胞因子（比如IL-10，IL-4，IL-5和IL-13）。
此类蠕虫的共同演化过程，产生了一些基因相关的白细胞介素表达和免疫性障碍（如克罗恩病，溃疡性结肠炎和乳糜泻）。